# Casa Palazuelo
La Casa Palazuelo es un edificio comercial de la ciudad española de Madrid, ubicado entre las calles Mayor y Arenal. Fue proyectado por el arquitecto Antonio Palacios en 1919.

## Historia
El proyecto tuvo como intención no destacar ante los nuevos edificios de la Puerta de Sol tras su ensanche y la construcción de sus hoteles periféricos. El edificio ocupa un solar de 224 metros cuadrados que, por el lado de la Puerta del Sol, linda con el edificio que alberga la pastelería La Mallorquina y, por el opuesto, con el edificio Arenal, el cual ocuparía el solar del antiguo palacio de los condes de Oñate. La Casa Palazuelo es uno de los primeros edificios comerciales y de oficinas de Madrid. Palacios, tras el diseño y edificación de este inmueble, recibió el encargo de construir la Casa Matesanz en la Gran Vía, otro inmueble comercial. La Casa Matesanz fue declarada en 1997 Bien de Interés Cultural con carácter de Monumento.

## Características

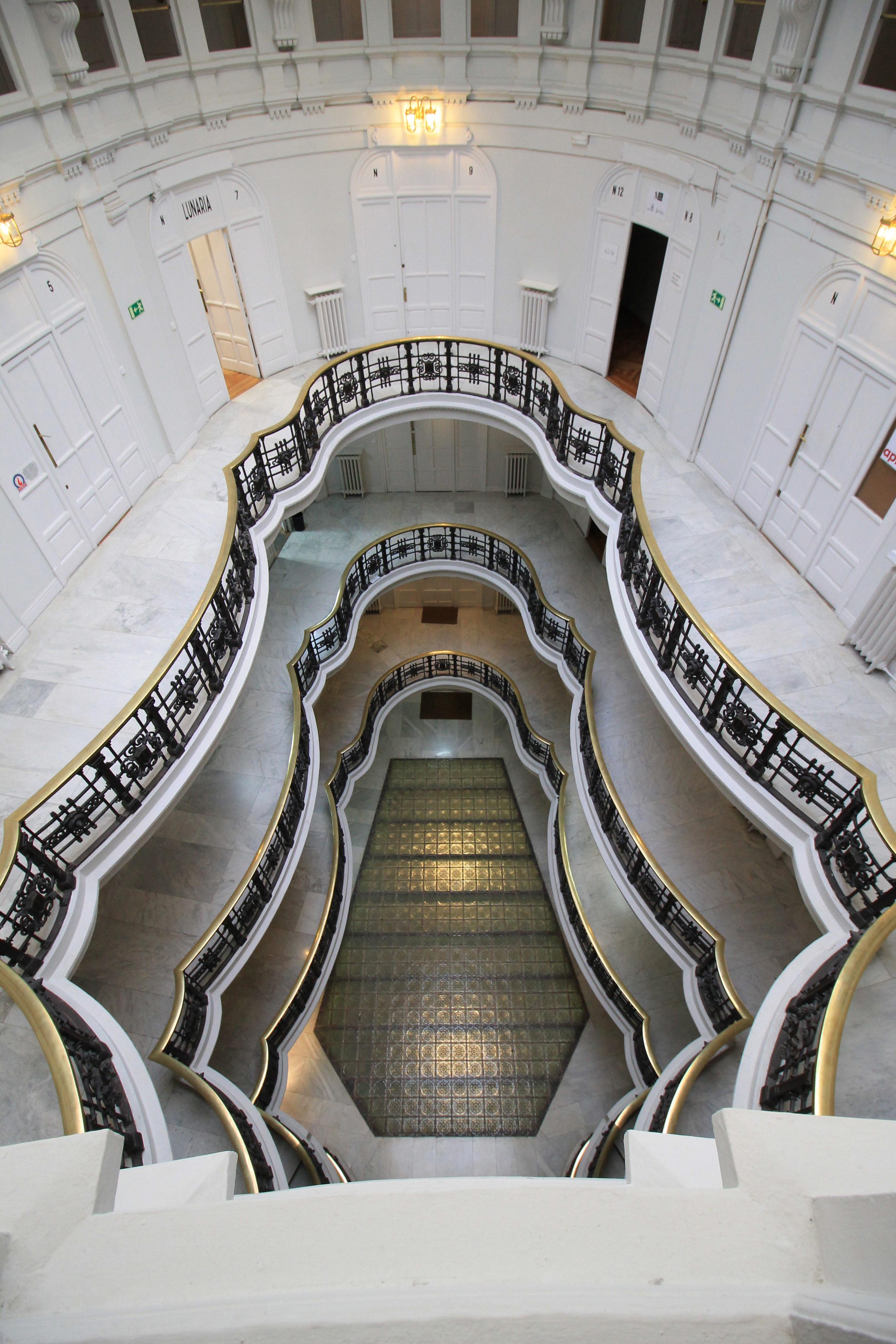
Interior

Da a la calle Mayor, en el n.º 4, y a la calle Arenal, en el n.º 3. 
La denominación del edificio proviene del promotor privado Demetrio Palazuelo, quien pretendía realizar un edificio de carácter exclusivamente comercial que acogiese tiendas, escaparates, oficinas y despachos. En este sentido se trata de una iniciativa pionera en cuanto a la introducción en Madrid de una construcción proyectada exclusivamente para estos fines. Para ello, Palacios se inspiró en la arquitectura comercial que se realizaba en Estados Unidos por aquellas fechas.
El inmueble se levanta en un solar con fachada a la calle Mayor al sur, y a la calle de Arenal, al norte. Este hecho provocó que Palacios diseñara dos fachadas diferentes, dándole más importancia a la de la calle Mayor. En ellas utiliza un orden monumental de diseño clásico en el que se alternan grandes franjas acristaladas que recorren verticalmente la superficie, en ellas se echan en falta algunos elementos hoy desaparecidos como las esculturas femeninas que enmarcan los vanos abiertos en los torreones que coronan los extremos de la fachada a la calle Mayor. Esta severidad contrasta con el diseño llevado a cabo en el interior. Presenta una planta cuadrangular de lados desiguales, en el eje se sitúa la escalera de doble tiro y un patio central en tomo al que se distribuyen las cuatro alturas. La cubierta se soluciona con una magnífica vidriera, hoy desaparecida y sustituida por una simple cristalera. En esta planta dominan las formas curvas y ovaladas de un claro sentido barroco de gran fluidez que no por ello deja de tener funcionalidad.
Como es habitual en los edificios de Antonio Palacios, la mitología clásica está presente en su fachada en forma de cabezas aladas que bien pueden representar a Hermes. 
Palacios inicia desde este proyecto el diseño para la reforma de la Puerta del Sol (1919). El mundo de los centros comerciales se abre años después con el arquitecto Teodoro de Anasagasti diseñando Madrid-París.